# Tsunami du Tafjord
Le tsunami du Tafjord, en norvégien nynorsk Tafjord-ulykka, en norvégien bokmål Tafjord-ulukka, littéralement en français « catastrophe du Tafjord », est un tsunami qui s'est produit le 7 avril 1934 dans le Tafjord, une branche du Storfjord, en Norvège, dans le comté de Møre og Romsdal. Provoqué par un glissement de terrain d'environ deux millions de mètres cubes de roches du Langhammaren sur plus de 700 mètres de hauteur, il entraîne la formation de vagues dont la hauteur maximale est estimée à 62 mètres. Certaines d'entre elles hautes de près de seize mètres atteignent les villages de Tafjord, Fjørå et Stranda, causant la mort de quarante personnes et de nombreuses destructions.

## Dans la culture
Le glissement de terrain et le tsunami ont inspiré les scénaristes du film norvégien de 2015 The Wave dont l'histoire est transposée au glissement de terrain de l'Åkerneset et au village de Geiranger, dans les fjords voisins du Sunnylvsfjord et du Geirangerfjord.

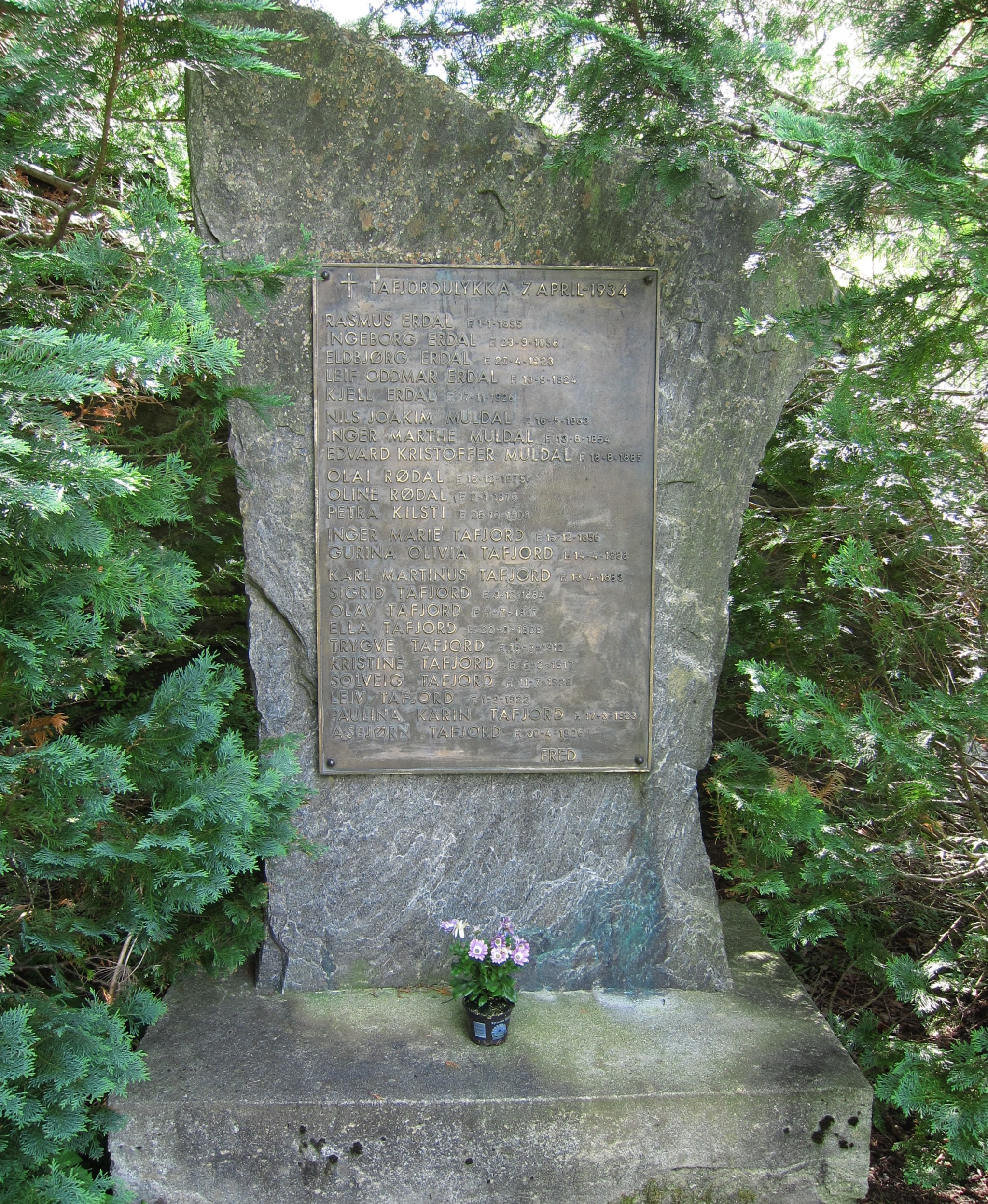
Monument aux victimes du tsunami à Tafjord.